# Potelle
Potelle település Franciaországban, Nord megyében. Lakosainak száma 440 fő (2022. január 1.). Potelle Villereau, Jolimetz, Locquignol, Louvignies-Quesnoy és Le Quesnoy községekkel határos.

## Népesség
A település népességének változása:
| Lakosok száma | 356  | 363  | 383  | 395  | 412  | 425  | 442  | 441  | 440  |
|               | 2013 | 2015 | 2016 | 2017 | 2018 | 2019 | 2020 | 2021 | 2022 |